# صافي بلغمري
صافي بلغمري (بالفرنسية: Safi Belghomari)‏ (من موليد 3 فبراير 1979 في بني صاف) هو لاعب كرة قدم محترف جزائري. يلعب حاليًا كمقدم للنادي الجزائري لجبهة اتحاد عنابة.

## روابط خارجية
- صافي بلغمري على موقع قاعدة بيانات كرة القدم.إي يو (الإنجليزية)
- صافي بلغمري على موقع Soccerway.com (الإنجليزية)